# 聯合市 (加利福尼亞州)
聯合市（Union City）是一個位於美國加州舊金山灣區東南部的城市，在阿拉米達縣境內。現在由該市和鄰近的費利蒙、紐華克組成的地區以前較為人知的名稱為華盛頓城鎮（Washington Township）。當地人口大約為73402。市於1959年成立，由Alvarado和Decoto等社區組合而成。聯合市將在2009年慶祝它的50週年紀念。
舊金山灣區紀念在九一一恐怖襲擊中墜毀的的93號航班的紀念碑座落於該市的Sugar Mill Landing公園。

## 地理
根據美國人口調查局的統計，聯合市擁有49.9平方千米的面積。所有的土地均很平坦，並無明顯的水體。聯合市北接海沃德，南臨費利蒙。

## 人口
根據2008年的統計，當地有大約73,402人, 18,642個住戶, 以及15,696的當地家庭，共計17,130份工作和32,700在職居民。人口密度為1,341.2人/平方千米(3,473.0/平方英里)。18877戶住家的平均密度爲378.6戶/平方千米（980.4/mi²）。該市有大約43.3%的亞裔(18.8%是菲律賓裔，8.6%是印度裔), 20.4%的白人, 6.7%非裔美國人, 1.3%的印第安人, 0.9%太平洋島民后裔,11.5%的其他種族, 以及6.7%的混合血統。所有種族的拉丁裔大約占24%。
聯合市約有18642家住戶。其中有45.3%的家庭有未成年的孩子，66.6%的住戶爲已婚家庭，12.2%的戶主爲沒有丈夫的女性，15.8%的住戶是非家庭。11.3%的住戶爲獨居，而3.8%的住戶爲獨居的65歲以上人士。每戶的平均人數爲3.57人，而每個家庭的平均人數爲3.83。

## 文化活動
該市人口多聚集於東西兩側，上班時間多數雇員會前往矽谷等商業區或工業區工作，導致白天人口驟減。但節假日時，人們喜歡觀賞電影，聚餐或在公園運動，散步。Alvarado大道，Alvarado Niles等大道讓前往沃爾瑪以及塔吉特商場購物的人們更為方便。

## 交通
該市的主要道路有：聯合市大街、Mission大路、瓦拉多大道、Decoto大道、Whiple大道等。由此前往舊金山、奥克兰和聖荷西都很方便。880號州際公路途經本市西部，在Alvarado大道、Alvarado-Niles大道、Whipple大道和Decoto大路設有出口。湾区捷运BART站位於Decoto-Avarado-Niles附近，乘坐捷運可以很快抵達東灣其他城鎮和舊金山。

## 教育
該市的主要學區有：紐黑文成人學校（New Haven Adult School）和詹姆斯洛根高中等等。該市亦是惟一一個同時位於海沃德的蛇報大學和費利蒙的奧龍尼大學學區的城市。

## 媒體
聯合市官方的報紙為面向海沃市，佛利蒙市，紐華克以及聯合市每週發行的三城之聲。
舊金山紀事報爲灣區和北加州最廣發行的報紙。